# 里斯本 (新罕布什爾州普查規定居民點)
里斯本（英語：Lisbon）是位於美國新罕布什爾州格拉夫頓縣的普查規定居民點。

## 人口
根據2020年美國人口普查的數據，里斯本的面積為8.83平方千米，當中陸地面積為8.63平方千米，而水域面積為0.20平方千米。當地共有人口965人，而人口密度為每平方千米109.29人。